# Thynnichthys sandkhol
Thynnichthys sandkhol är en fiskart som först beskrevs av Sykes, 1839.  Thynnichthys sandkhol ingår i släktet Thynnichthys och familjen karpfiskar. IUCN kategoriserar arten globalt som starkt hotad. Inga underarter finns listade i Catalogue of Life.